# جشنواره فیلم کن ۱۹۷۵
بیست هشتمین دوره جشنواره فیلم کن در این دروه برای اولین بار نخل طلا به یک کشور آفریقایی رسید فیلم وقایع سال‌های آتش محمد الاخضر حمینه الجزایری توانست برنده نخل طلا شود .

## هیئت داوران

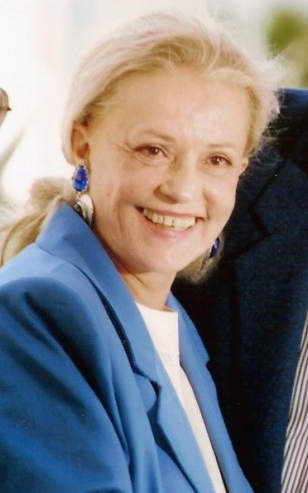
ژن مورو, رئیس هیئت داوران

- ژن مورو,
- آنتونی برجس
- فرناندو ری
- جرج روی هیل
- لئا ماساری
- پیر سالینجر
- یولیا سولنتسه وا

## مسابقه
فیلم‌های زیر برای بخش مسابقه انتخاب شده‌اند :
- آلیس دیگر اینجا زندگی نمی‌کند - مارتین اسکورسیزی
- وقایع سال‌های آتش - محمد الاخضر حمینه
- Un divorce heureux - هنینگ کارلسن
- Dzieje grzechu - والرین بروفچیک
- Ignacio - فرانکویس ریشنباخ
- معمای کاسپار هاوزر - ورنر هرتسوک
- لنی (فیلم) - باب فاس
- Les Ordres - میشل بورو
- Oni srazhalis za rodinu - سرگئی باندارچوک
- حرفه: خبرنگار - میکل‌آنجلو آنتونیونی
- بوی خوش زن (فیلم ۱۹۷۴) - دینو ریسی
- بخش ویژه (فیلم) - کوستا گاوراس
- عشق من، الکترا - میکلوش یانچو
- نشانی از ذن - کینگ هو
- Yuppi du - آدریانو چلنتانو

## برندگان
- نخل طلا: وقایع سال‌های آتش - محمد الاخضر حمینه, الجزایر
- جایزه بزرگ (جشنواره فیلم کن): معمای کاسپار هاوزر - ورنر هرتسوک
- جایزه بهترین کارگردان جشنواره فیلم کن: کوستا گاوراس برای بخش ویژه (فیلم) و میشل بورو برای Les Ordres
- جایزه بهترین بازیگر مرد جشنواره فیلم کن: ویتوریو گاسمن برای بوی خوش زن (فیلم ۱۹۷۴)
- جایزه بهترین بازیگر زن جشنواره فیلم کن: ولری پرین برای لنی (فیلم)